# 科特基爾 (紐約州)
科特基爾（英語：Cottekill）是位於美國紐約州阿爾斯特縣的非建制地區。

## 歷史
科特基爾的郵局自1891年營運至今。

## 地理
科特基爾所處的海拔為高於海平面90米（即295英呎），而該地所採用的時區為UTC-5，即北美东部时区（EST）。同時該地設有夏令時間，為UTC-5調快一小時，即UTC-4（EDT）。